# Railterminal Gelderland
De Railterminal Gelderland (RTG) was een plan voor een railterminal ten noorden van de Nederlandse stad Nijmegen. Per januari 2024 zag de provincie Gelderland af van de bouw; voor de aanleg en exploitatie waren geen geïnteresseerde partijen gevonden. Er zijn meerdere sporen aangelegd, maar die gaan mogelijk gebruikt worden als vervanging van een emplacement (opstelplaats voor treinen) bij Arnhem.
De opzet was om containers over te slaan tussen drie vervoersmodaliteiten: treinen op de Betuweroute, rivierschepen op de Waal en vrachtwagens, vooral via de A15. Deze verkeersaders lopen hier parallel in de zogenaamde Gelderse Corridor.
Het terrein ligt bij de buurtschap Reeth, grotendeels aan de noordkant van de Betuweroute. De A15 ligt hier honderd tot tweehonderd meter zuidelijker; de Waal ligt een kilometer zuidelijker.

## Planning
Deelrapporten voor de inpassing van de railterminal werden in 2016 uitgebracht, en in 2021 keurden provinciale Staten van Gelderland het inpassingsplan Railterminal Gelderland goed. De plannen voorzagen een strook van vier kilometer lang met een aansluiting op de evenwijdig lopende Betuweroute. Er werden drie sporen met een gedeeltelijke bovenleiding en een kraanbaan voor elektrische portaalkranen gepland. De aanleg zou gevolgen hebben voor het gebied tussen Ressen, Elst, Valburg, Slijk-Ewijk, Oosterhout en Nijmegen. De provincie wilde hiervoor samenwerken met de de meest betrokken gemeenten (Overbetuwe en Nijmegen) onder de titel Knoop 38, verwijzend naar een aansluiting (knooppunt) in de A15 bij Elst.
Een uitspraak van de Raad van State uit 2019 dwong tot aanpassing van de plannen. In 2023 maakte de provincie een aangepast inpassingsplan. De concessie moest voor 45 jaar uitgegeven worden, zonder mogelijkheid tot verlenging. De projectvoorbereidingen kostten de provincie Gelderland vijftien tot twintig miljoen euro.

## Annulering en nieuwe invulling
De aanbesteding werd in december 2022 geopend en in juli 2023 verlengd van 30 augustus naar 7 november 2023. Uiteindelijk werd 31 december de deadline. De gemeente Overbetuwe en de protestbeweging Overbetuwe Overbelast, die voor overlast vreesde en bewoners van omliggende dorpen vertegenwoordigde, reageerden opgelucht toen het plan niet doorging.
In Overbetuwe ontstond toch wrevel en wantrouwen tegenover de provincie, de buurgemeente Arnhem en spoorbeheerder ProRail. Met de railterminal was tevens het inpassingsplan vervallen, en de provincie trok acht miljoen euro terug die was toegezegd voor renovatie van aansluiting 38 van de A15. Verder hield Arnhem zich niet aan afspraken die volgens Overbetuwe gemaakt waren en voelde deze zich buitengesloten bij de geplande verhuizing van de Arnhemse railterminal naar Reeth, die door Arnhem en ProRail uitgewerkt was.